# Hipérides
Hipérides (Υπερείδης, Atenas, c. 389 a. C. - Peloponeso, 322 a. C.) fue un político y orador ateniense, uno de los diez oradores áticos.

## Carrera
Discípulo de Platón e Isócrates, según una tradición nunca confirmada, fue un gran orador, político y abogado, que, entre otras muchas actividades, colaboró con Demóstenes en su oposición a la supremacía macedonia.
En el 343 a. C. denunció ante el pueblo a Filócrates, responsable de la paz del mismo nombre, por corrupción, pero Filócrates huyó antes del juicio por miedo a la más que probable sentencia desfavorable. Tras la derrota de Atenas en Queronea (338 a. C.), participó en la defensa de la ciudad por medio de su famoso y controvertido decreto por el cual se concedía la libertad a los esclavos y la amnistía a desterrados, así como otra serie de medias de carácter excepcional, encaminadas a enfrentar un eventual ataque de Filipo II, que, no obstante, nunca llegó a producirse. Murió asesinado por orden de Antípatro, regente de Grecia tras la muerte de Alejandro Magno, en castigo a su promoción de la Guerra Lamiaca, con el objeto de librar a Grecia y, especialmente, a su patria Atenas, del dominio macedonio.
Como orador fueron famosos sus discursos en memoria de los caídos en la mencionada Guerra Lamiaca (323 a. C.) y en defensa de la hetera Friné, acusada por Eutias, un galán desdeñado por ella, de haber hecho una sacrílega parodia de los misterios de la diosa Deméter, hecho castigado con la muerte; como no conseguía persuadir a los jueces, se cuenta que Hiperides desnudó el busto de la mujer ante ellos. Los jueces, sobrecogidos de temor religioso por el asombroso parecido de la hetera con la diosa Afrodita, decretaron su absolución.

## Obra
Se conservaban fragmentariamente seis de sus discursos, titulados:
- En defensa de Licofrón.
- Contra Filípides.
- Contra Atenógenes.
- En defensa de Euxenipo.
- Contra Demóstenes.
- Discurso fúnebre.
Sin embargo, en los años 2005 y 2008 respectivamente, se han publicado las editiones principes de dos discursos suyos hallados, también fragmentariamente, en el Palimpsesto de Arquímedes, que se añaden a los anteriores, y de los que no se conocía prácticamente nada: el Contra Timandro y el Contra Diondas. Ambas obras arrojan nueva luz sobre la figura del orador y ofrecen datos y hechos histórico-sociales de la última mitad del siglo IV a. C. hasta ahora ignorados o escasamente documentados.